# Шиппи, Том
То́мас А́лан Ши́ппи (англ. Thomas Alan Shippey; 9 сентября 1943 года) — английский литературовед, филолог и писатель. Работал в Оксфордском, Лидском и Сент-Луисском университетах, где занимался изучением средневековой литературы, научной фантастики и фэнтези. Является наиболее авторитетным исследователем творчества английского писателя Джона Р. Р. Толкина. Автор ряда толкиноведческих книг и научных статей, в частности фундаментального академического исследования «Дорога в Средиземье».

## Биография
Томас Алан Шиппи родился 9 сентября 1943 года в Калькутте, Британская Индия. В детстве он переехал в Великобританию, где учился в шотландской школе-интернат, а с 1954 года — в бирмингемской Школе короля Эдуарда.
В 1968 году окончил Кембриджский университет со степенью магистра и затем был назначен младшим лектором Бирмингемского университета. Впоследствии перешёл в Оксфордский университет, где преподавал древнеанглийский и среднеанглийский языки. C 1979 года на протяжении 14 лет занимал должность профессора на кафедре английского языка и средневековой английской литературы в Лидском университете. В 1996 году был назначен на кафедру гуманитарных наук Сент-Луисского университета. В 2008 году ушёл на пенсию и переехал в Дорсет. В настоящее время является творческим консультантом телесериала «Властелин колец»

## Произведения

### Научная литература
- 1972 — «Древнеанглийский стих» (англ. Old English Verse)
- 1976 — Poems of Wisdom and Learning in Old English
- 1978 — Beowulf. Arnold's Studies in English Literature series
- 1982 — «Дорога в Средиземье» (англ. The Road to Middle-earth)
- 2000 — «Дж. Р. Р. Толкин: Автор века» (англ. J. R. R. Tolkien: Author of the Century)
- 2007 — «Корни и ветви: Избранные статьи о Толкине» (англ. Roots and Branches: Selected Papers on Tolkien)
- 2016 — Hard Reading: learning from science fiction

### Художественная литература
- 1993 — «Молот и крест» / The Hammer and the Cross (в соавторстве с Гарри Гаррисоном)
- 1994 — «Крест и король» / One King's Way (в соавторстве с Гарри Гаррисоном)
- 1996 — «Король и император» /  King and Empreror (в соавторстве с Гарри Гаррисоном)

## Награды
- 1984 — Мифопоэтическая премия за исследования творчества Инклингов, «Дорога в Средиземье»
- 2001 — Мифопоэтическая премия за исследования творчества Инклингов, J. R. R. Tolkien: Author of the Century
- 2001 — Всемирная премия фэнтези, Специальная премия для профессионалов, J. R. R. Tolkien: Author of the Century